# Nabu-kudurri-usur III.

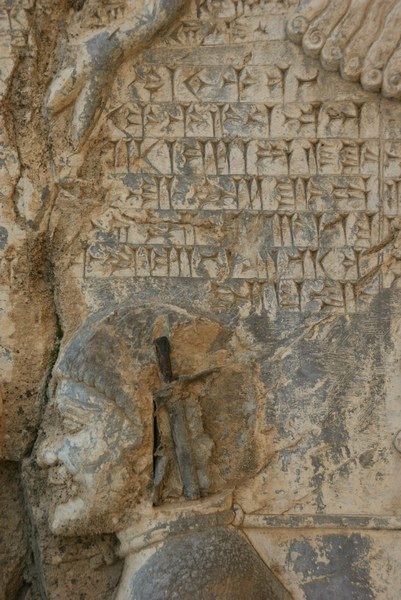
Nidintu-Bel, König von Babylonien. Behistun Relief

Nidintu-Bel nannte sich offiziell Nabu-kudurri-usur III., auch Nebukadnezar III., († 21. Dezember 522 v. Chr.) und war Sohn des Ainarai. Als babylonischer König regierte er 522 v. Chr. nur knapp drei Monate. Die erste Anordnung als Thronfolger stammt vom 3. Oktober 522 v. Chr., wohingegen auf den 16. Dezember 522 v. Chr. seine letzte Verlautbarung datiert wird. Der Regierungstitel Sohn des Nabu-na’id und Herrschername war offenbar programmatisch am großen Vorfahren Nebukadnezar II. orientiert und bedeutet Gott Nabû schütze meinen ersten Sohn.
Der Perserkönig Dareios I., der sich mit der Rebellion des Nidintu-Bel konfrontiert sah, ging am 13. Dezember 522 v. Chr. in einer militärischen Auseinandersetzung gegen den neuen babylonischen König vor. Die Armee des Nidintu-Bel war am Westufer des Tigris stationiert. Doch die Soldaten des Dareios I. ritten auf Pferden und Kamelen oder schwammen auf Schläuchen durch den Fluss und konnten die Babylonier vertreiben. Nidintu-Bel floh in Richtung des Euphrat, wurde aber am 18. Dezember 522 v. Chr. in Zazannu bei Sippar bei der folgenden Schlacht erneut besiegt. Nach abermaliger Flucht mit wenigen Getreuen nach Babylon griff Dareios I. die Stadt an und tötete Nidintu-Bel nach der Eroberung. Ab 22. Dezember 522 v. Chr. wurden die Chroniken Babylons wieder nach seinem Namen geführt.